# Comté de Niobrara
Le comté de Niobrara est un comté de l'État du Wyoming dont le siège est Lusk. Selon le recensement de 2010, sa population est de 2 484 habitants.